# Liste russischer U-Boot-Klassen
Diese Liste befasst sich ausschließlich mit russischen bzw. sowjetischen U-Boot-Klassen.
Unterseeboote (kurz U-Boote) der Russischen Marine (Sowjetischen Marine) wurden als durchnummerierte „Projekte“ entwickelt, die nicht immer einen eindeutigen (Klassen-)Namen erhielten. Durch die NATO erhielten die Klassen während des Kalten Krieges basierend auf Geheimdienstinformationen Kennungen, wobei diese nicht mit der ursprünglichen Projektbezeichnung korrespondierten.
Die meisten russischen (und sowjetischen) Unterseeboote hatten keine Namen, sondern wurden lediglich über eine Kennung identifiziert. Dieser Kennung wurden Buchstaben (Präfix) vorangesetzt, die den Typus des Bootes definierten:
- К (K) – крейсерская (kreiserskaja, ‚Kreuzer‘)
- ТК (TK) – тяжелая крейсерская (tjascholaja kreiserskaja, ‚Schwerer Kreuzer‘)
- Б (B) – большая (bolschaja, ‚groß‘)
- С (S) – средняя (srednjaja, ‚mittel‘)
- М (M) – малая (malaja, ‚klein‘)

Alle diese Präfixe konnten ein С (S) am Ende erhalten (stand für специальная (spezialnaja) und bedeutete „entworfen für spezielle Missionen“).

## U-Boote bis 1917
Einzelne Boote wurden von der Kaiserlich Russischen Marine im Ausland erworben obwohl schon seit dem 18. Jahrhundert experimentiert wurde. Mit der Pjotr Koshka, welche 1902 in Kronstadt vom Stapel lief, hatte man nicht so gute Erfahrungen gemacht, weswegen man das erste in Deutschland gebaute U-Boot Forelle kaufte. Insbesondere wurde auf der Germaniawerft in Kiel die Karp-Klasse mit drei Einheiten für die Russische Marine gebaut.
Hauptbauwerft russischer U-Boote war die Baltische Werft in St. Petersburg, wo das Einzelschiff Delfin, sechs Boote der Kasatka-Klasse, die Einzelschiffe Minoga und Akula und 18 Boote der Bars-Klasse, der nach Anzahl und Verdrängung größten Klasse, entstanden. Auf der Newski-Werft entstanden nach amerikanischen Plänen sieben Boote der Som-Klasse und bei der Chrichton Werft in St. Petersburg vier Boote der Kaiman-Klasse. In Nikolajew entstanden drei Boote der Morzh-Klasse, drei der Narval-Klasse nach amerikanischen Plänen und sechs der Bars-Klasse sowie das Minenlegerboot Krab. Während des Weltkriegs montierten dann die Baltische Werft und die Werft in Nikolajew in Kanada vorgefertigte U-Boote der AG-Klasse (Amerikanski Golland).

## U-Boote bis 1945
| U-Boot-Klasse               | Einsatzzeitraum | Einheiten | Bemerkung                                          |
| --------------------------- | --------------- | --------- | -------------------------------------------------- |
| AG-Klasse                   | 1920–1947       | 5         | in den USA gebaut                                  |
| D-Klasse (Dekabrist)        | 1930–1950er     | 6         |                                                    |
| K-Klasse (Kreiserskaja)     | 1936–1950er     | 12        |                                                    |
| L-Klasse (Leninez)          | 1930er–?        | 25        |                                                    |
| M-Klasse (Maljutka)         | 1934–1960er     | 96        |                                                    |
| P-Klasse (Prawda)           | 1936–1950er     | 3         |                                                    |
| S-Klasse British            | 1944            | 1         | In Großbritannien gebaut. (insgesamt 62 Einheiten) |
| S-Klasse (Srednjaja)        | 1939–?          | 56        |                                                    |
| Schtsch-Klasse (Schtschuka) | 1933–?          | 91        |                                                    |
| U-Klasse                    | 1944–1949       | 3         | In Großbritannien gebaut. (insgesamt 49 Einheiten) |

## U-Boote nach 1945

### Diesel-Elektrischer Antrieb

#### Angriffsunterseeboote (PL: Podwodnaja Lodka)
| Projekt                       | NATO-Bezeichnung       |                                                     |
| ----------------------------- | ---------------------- | --------------------------------------------------- |
| Projekt 611                   | Zulu                   |                                                     |
| Projekt 613                   | Whiskey                |                                                     |
| Projekt A615                  | Quebec                 |                                                     |
| Projekt 633                   | Romeo                  |                                                     |
| Projekt 641                   | Foxtrot                | 50 Boote, 1 im Dienst (Russische Marine)            |
| Projekt 641B Som              | Tango                  | 18 Boote, 1 im Dienst (russische Schwarzmeerflotte) |
| Projekt 690 Kephal            | Bravo                  | vier Boote, alle ausgemustert                       |
| Projekt 877 Paltus            | Kilo                   | 24 Boote im Dienst, 27 weitere im Ausland in Dienst |
| Projekt 636 Warschawjanka     | Improved Kilo; Kilo-II |                                                     |
| Projekt 677 Amur-1650/950/550 | Lada                   | eins in Erprobung, eins im Bau, eins geplant        |
| Projekt 865 Piranja           | Losos                  |                                                     |

#### Unterseeboote mit Lenkwaffen
| Projekt     | NATO-Bezeichnung      |                             |
| Projekt 644 | Whiskey Twin Cylinder |                             |
| Projekt 665 | Whiskey Long Bin      |                             |
| Projekt 651 | Juliett               | 16 Boote, alle ausgemustert |

#### Unterseeboote mit ballistischen Raketen (PLRB: Podwodnaja Lodka s Raketami Ballistitscheskimi)
| Projekt                                     | NATO-Bezeichnung            |                             |
| ------------------------------------------- | --------------------------- | --------------------------- |
| Projekt 611                                 | Zulu                        | 5 Boote                     |
| Projekt 629 (629, 629A, 609, 601, 605, 619) | Golf (Golf III, IV, V, SSQ) | 22 Boote, alle außer Dienst |

#### Hilfsfahrzeuge
| Projekt              | NATO-Bezeichnung | Funktion                          | Bemerkung            |
| -------------------- | ---------------- | --------------------------------- | -------------------- |
| Projekt 940 Lenok    | India            | Träger für zwei DSRV, 2 Einheiten |                      |
| Projekt 1710 Makrel  | Beluga           |                                   |                      |
| Projekt 1840         | Lima             |                                   |                      |
| Projekt 1855 Pris    | Pris             | Rettungs-U-Boot                   |                      |
| Projekt 18270 Bester | Bester           | Rettungs-U-Boot                   | ähnlich Projekt 1855 |

### Unterseeboote mit Nuklearantrieb

#### Angriffsunterseeboote (APL: Atomnaja Podwodnaja Lodka)
| Projekt                      | NATO-Bezeichnung        |                                               |
| ---------------------------- | ----------------------- | --------------------------------------------- |
| 627 Kit, 645                 | November                | 13 Boote, ausgemustert                        |
| 671, 671B, 671K, 671R Jorsch | Victor I                | ausgemustert                                  |
| 671RT                        | Victor II               | ausgemustert                                  |
| 671RTM Schtschuka            | Victor III              | 26 Boote, 8 im Dienst                         |
| 685 Plavnik                  | Mike                    | 1 Prototyp, gesunken 1989                     |
| 705 Lira                     | Alfa                    | 7 Boote, alle ausgemustert                    |
| 971 Schtschuka-B             | Akula I / Improved / II | 17 Boote, 3 davon unvollendet und konserviert |
| 945 Barrakuda                | Sierra I                | 2 Boote im Dienst                             |
| 945A Kondor                  | Sierra II               | 2 Boote im Dienst                             |
| 945B Mars                    | Sierra III              | 1 Boot, unvollendet                           |

#### Unterseeboote mit Lenkwaffen (PLARK: Podwodnaja Lodka Atomnaja s Raketami Krilatimi)
| Projekt          | NATO-Bezeichnung           |                                            |
| ---------------- | -------------------------- | ------------------------------------------ |
| 659              | Echo I                     |                                            |
| 675              | Echo II                    | 27 Boote, alle ausgemustert                |
| 661 Antschar     | Papa                       |                                            |
| 667AT Gruscha    | Yankee Notch / Yankee I    | 34 Boote, eins im Dienst                   |
| 667M Andromeda   | Yankee Sidecar / Yankee II | 1 Boot, ausgemustert                       |
| 670 Skat         | Charlie I                  | 11 Boote, alle ausgemustert                |
| 670M Skat-M      | Charlie II                 | 6 Boote, alle ausgemustert                 |
| 670.4 Tschaika-B | Charlie                    |                                            |
| 949 Granit       | Oscar I                    | 2 Boote, ausgemustert, werden verschrottet |
| 949A Antej       | Oscar II                   | 10 Boote im Dienst, drei im Bau            |
|                  | Oscar-III                  |                                            |
| 885 Jasen        | Granay                     |                                            |

#### Unterseeboote mit ballistischen Raketen (PLARB: Podwodnaja Lodka Atomnaja s Raketami Ballistitscheskimi)
| Projekt             | NATO-Bezeichnung |                                                                         |
| ------------------- | ---------------- | ----------------------------------------------------------------------- |
| 658, 701            | Hotel I-III      | 8 Boote                                                                 |
| 667A, 667AU Nalim   | Yankee I         | 34 Boote, eins im Dienst                                                |
| 667AM Nawaga        | Yankee II        | 1 Boot, ausgemustert                                                    |
| 667B Murena         | Delta I          | 18 Boote, alle ausgemustert                                             |
| 667BD Murena-M      | Delta II         | 4 Boote, alle ausgemustert                                              |
| 667BDR Kalmar       | Delta III        | 14 Boote, 8 ausgemustert, 6 im Dienst                                   |
| 667BDRM Delfin      | Delta IV         | 7 Boote, 6 im Dienst                                                    |
| 941 Akula           | Typhoon          | 6 Boote, 3 verschrottet, 2 zur Verschrottung vorgesehen, eins im Dienst |
| 955 Juri Dolgorukij | Borei            | 7 Boote (3 im Dienst, 4 im Bau, ein weiteres geplant)                   |

#### Experimental-U-Boote
| Projekt        | NATO-Bezeichnung |
| -------------- | ---------------- |
| 1910 Kaschalot | Uniform          |
| 20120          | Sarow            |

## Grafischer Größenvergleich
| D-1 / Dekabrist           | Schtsch / Schtschuka / Serie V           | Stalinez / Srednaja / Serie IX-bis-2 |
| M / Maljutka / Serie VI   | Katjuscha / Kreiserskaja / Serie XIV-bis | 613 / Whiskey                        |
| 611 / Zulu                | 615 / Quebec                             | 633 / Romeo                          |
| 658 / Hotel I             | 627 / November                           | 627A / November                      |
| 641 / Foxtrot             | 659 / Echo I                             | 675 / Echo II                        |
| 645 / November            | 658 / Hotel II                           | 677A NAVAGA / Yankee                 |
| 670 SKAT / Charlie I      | 671 ERSH / Victor I                      | 701 / Hotel III (K-145)              |
| 661 Antschar / Papa       | 667B MURENA / Delta I                    | 641B SOM / Tango                     |
| 671RT SEMGA / Victor II   | 670M SKAT-M / Charlie II                 | 705 LIRA / Alfa                      |
| 667BD MURENA-M / Delta II | 941 AKULA / Typhoon                      | 667BDR KALMAR / Delta III            |
| 667AM NAVAGA / Yankee II  | 671RTM SHCHUKA / Victor III              | 09780 AKSON-2 / Yankee Big Nose      |
| 658S / Hotel (K-19)       | 685 PLAVNIK / Mike                       | 877 PALTUS / Kilo I                  |
| 636 PALTUS / Kilo II      | 877 PALTUS / Improved Kilo / Kilo III    | 667BDRM DELFIN / Delta IV            |
| 949 GRANIT / Oscar I      | 685U / Hotel                             | 949A ANTEY / Oscar II                |
| 945 BARRAKUDA / Sierra I  | 945A KONDOR / Sierra II                  | 945B MARS / Sierra III               |
| 677 LADA / Lada           | 955 KASATKA / Borei                      | 885 YASEN / Graney                   |